# Otacilia fausta
Espèce
Synonymes
- Phrurolithus faustus Paik, 1991

Otacilia fausta est une espèce d'araignées aranéomorphes de la famille des Phrurolithidae.

## Distribution
Cette espèce est endémique de Corée du Sud.

## Description
La femelle holotype mesure 3,11 mm.

## Publication originale
- Paik, 1991 : Korean spiders of the genus Phrurolithus (Araneae: Clubionidae). Korean Arachnology, vol. 6, p. 171-196.